# Parque nacional de Namtok Pha Charoen
El Parque nacional de Namtok Pha Charoen (en tailandés, อุทยานแห่งชาติน้ำตกพาเจริญ) es un área protegida del norte de Tailandia, en la provincia de Tak. Se extiende por una superficie de 855 kilómetros cuadrados. 
Ofrece una vista espectacular de la naturaleza, en particular toda una serie de cascadas. También nacen aquí los principales afluentes de ríos como el Huai Mae Lamao. En este paisaje montañoso, el pico más alto alcanza los 1.765 m s. n. m.